# Трисвинецкальций
Трисвинецкальций — бинарное неорганическое соединение
свинца и кальция
с формулой CaPb3,
кристаллы.

## Получение
- Сплавление стехиометрических количеств чистых веществ:

{\displaystyle {\mathsf {3Pb+Ca\ {\xrightarrow {666^{o}C}}\ CaPb_{3}}}}

## Физические свойства
Трисвинецкальций образует кристаллы
кубической сингонии, пространственная группа P m3m, параметры ячейки a = 0,4901 нм, Z = 1,
структура типа тримедьзолота AuCu3
.
Соединение конгруэнтно плавится при температуре 666 °C.
При температуре ≈1 К соединение переходит в сверхпроводящее состояние